# Брюэр, Тереза
Тере́за Брю́эр (англ. Teresa Brewer; имя при рождении — Тере́за Веро́ника Бро́йер (англ. Theresa Veronica Breuer), 7 мая 1931, Толидо, Огайо — 17 октября 2007, Нью-Рошелл, Нью-Йорк) — американская певица, одна из самых популярных эстрадных исполнительниц 1950-х годов, работавшая в разных жанрах (традиционный эстрадный поп, джаз, кантри, ритм-энд-блюз, песни из мюзиклов, шуточные и комедийные номера).

## Биография
Тереза Брюэр (урождённая Theresa Breuer) родилась 7 мая 1931 года в Толидо, штат Огайо. Её отец был инспектором в компании Libbey Owens Company (ныне — Libbey-Owens-Ford), мать — домохозяйкой. Уже в двухлетнем возрасте Терезу привели на прослушивание в радиопрограмму «Uncle August’s Kiddie Show» (радиостанция WSPD); здесь её последующие выступления «оплачивались» булочками и пирожными от спонсора.
Начиная с пяти лет (и до двенадцати) Тереза гастролировала с шоу под названием «Major Bowes Amateur Hour» (под эгидой одноименной радиопередачи, популярной в те годы); на сцене она пела и танцевала. В 12 лет, вернувшись в Толедо, Тереза следующие четыре года училась в обычной школе, продолжая выступать на местном радио.
В 1948 году 16-летняя Тереза Брюэр после победы в очередном местном конкурсе талантов направившись в Нью-Йорк для участия в другом конкурсном шоу, «Stairway to the Stars»; именно здесь она слегка изменила написание своего имени — с Theresa Breuer на Teresa Brewer. В 1949 году, подписав контракт с London Records, Брюэр выпустила синглом песню «Copenhagen», записанную в сопровождении оркестра Dixieland All-Stars. На обороте была «Music! Music! Music!»: именно эта вещь обеспечила певице первый большой успех, став её «визитной карточкой» и многомиллионным бестселлером.
В 1950—1957 годах Брюэр входила в чарты с хитами «Choo’n Gum», «Molasses, Molasses», «Longing for You», «Gonna Get Along Without You Now», «You’ll Never Get Away» (с Доном Корнеллом), «Till I Waltz Again with You», «Bo Weevil», «Teardrops in My Heart». Последней её песней, вошедшей в чарты, была «Milord» (1961), англоязычная версия песни Эдит Пиаф.
В 1972 году Брюэр вышла замуж за музыкального продюсера Боба Тиля (англ. Bob Thiele), после чего в течение многих лет записывалась на его лейблах — Doctor Jazz, Signature, Flying Dutchman Records, Red Baron и др. В 1980-х годах она окончательно перешла в джаз; в числе тех, с кем сотрудничала Брюэр, были Каунт Бэйси, Дюк Эллингтон, Диззи Гиллеспи.
За вклад в развитие популярной музыки Тереза Брюэр удостоилась персональной звезды на Голливудской аллее славы (Vine Street, 1708). В 2007 году Брюэр, записавшая в общей сложности около 600 песен, была введена в Hit Parade Hall of Fame. Тереза Брюэр скончалась в городе Нью-Рошель, штат Нью-Йорк в 2007 году; ей было 76 лет.